# Французский язык в Камбодже

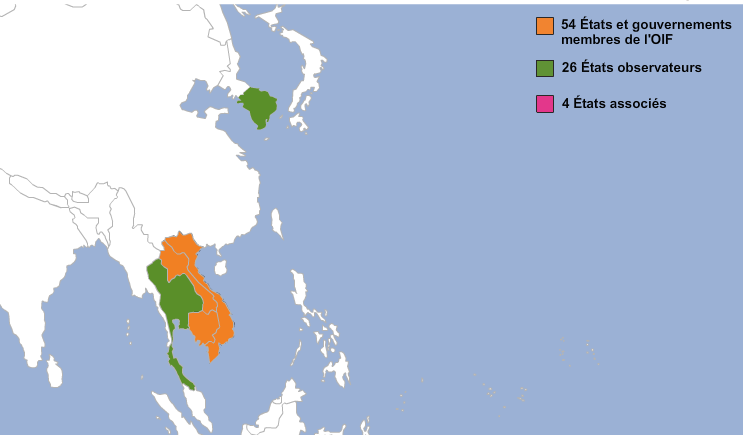
Оранжевым выделены страны — члены Франкофонии

Камбоджа является второй страной по количеству франкоговорящих в Юго-Восточной Азии после Вьетнама, она же отличается наибольшим в ЮВА сокращением числа франкофонов по политическим причинам.

## История
Французский язык начал проникать в Камбоджу в начале XIX века после того, как французские исследователи и торговцы наладили пути в страну из Вьетнама. В 1863 году Камбоджа стала протекторатом Франции и вошла в состав французского Индокитая в 1887 году. Проникновение французского языка в Камбоджу оставалось незначительным до начала 1890-х годов, когда французские власти начали вводить в стране преподавание французского языка, но оно ограничивалось только элитными учебными заведениями. С ростом революционных движений во Вьетнаме, французы перестали поощрять образование в Камбодже, в силу чего уровень грамотности населения оставался низким, и эта ситуация сохранялась до оккупации Камбоджи Японией во время второй мировой войны. Во время японской оккупации, наряду с французским, кхмерский язык обрёл статус официального и его также преподавали в школах. После войны, французский снова стал единственным официальным языком Камбоджи, После провозглашения независимости страны в 1953 году, он по-прежнему широко преподавался и использовался в официальных кругах.
К началу 1960-х годов распространение французского языка в Камбодже стало снижаться, причём гораздо значительнее, чем в Южном Вьетнаме и Лаосе. В середине 1970-х годов, когда красные кхмеры пришли к власти в Камбодже, были убиты тысячи образованных камбоджийцев, большинство из которых владели французским. К концу правления красных кхмеров в 1979 году, франкофоны были почти полностью уничтожены в Камбодже. После свержения режима «красных кхмеров» и создания Народной Республики Кампучия в 1979 году началось некоторое возрождение французского языка, которое длилось до 1993 года, когда правительство Камбоджи провозгласило кхмерский единственным официальным языком и основным языком обучения. С конца 1990-х годов в преподавании иностранных языков в Камбодже приоритет стал отдаваться английскому языку, как более востребованному для международных коммуникаций. В то же время в 1997 году в Пномпене был открыт французский языковой центр, и десятки камбоджийских студентов ежегодно стали направляться на учёбу во Франции. Сообщество франкофонов Камбоджи возрастает за счёт беженцев, вернувшихся из Франции и Квебека, а также студентов, которые обучались во франкоязычных странах.

## Особенности камбоджийского французского
Лексикон камбоджийского французского формировался под влиянием кхмерского, кантонского китайского и чаошаньского наречия. Камбоджийский французский основывается на стандартном парижском диалекте французского, но отличается от него более значительно, чем вьетнамский и лаосский диалекты французского.

## Франкоязычные СМИ в Камбодже
В Камбодже выходят две газеты на французском языке — «Cambodge Soir» и «Cambodge Nouveau», а также идёт вещание телевизионных каналов на французском.